# آنا لاجيركويست
آنا لاجيركويست (بالسويدية: Anna Lagerquist) مواليد 16 أكتوبر 1993 في لوند، هي لاعبة كرة يد سويدية تلعب كمحور. تلعب حاليا مع لوجي إتش إف وتحمل الرقم 75. مثلت منتخب السويد لكرة اليد للسيدات.

## سجل المنافسة
شاركت في البطولات التالية:
- بطولة أوروبا لكرة اليد للسيدات 2016

## روابط خارجية
- آنا لاجيركويست على موقع الاتحاد الأوروبي لكرة اليد (الإنجليزية)
- آنا لاجيركويست على موقع الدوري الفرنسي لكرة اليد للسيدات (الفرنسية)
- آنا لاجيركويست على موقع أوليمبيديا (الإنجليزية)
- آنا لاجيركويست على موقع اللجنة الأولمبية السويدية (السويدية)